# Sergei Vaht
Sergei Vaht (ur. 25 lutego 1979 w Białoruskiej SRR) – estoński szpadzista, srebrny medalista mistrzostw świata.
Podczas mistrzostw świata w Nîmes w 2001 roku Estończycy w składzie: Kaido Kaaberma, Nikolai Novosjolov, Sergei Vaht i Meelis Loit zdobyli srebrny medal w zawodach drużynowych. Był też między innymi czwarty drużynowo, a indywidualnie zajął dwunaste miejsce na mistrzostwach świata w Lizbonie w 2002 roku.
Nigdy nie wziął udziału w igrzyskach olimpijskich.